# إسكندر شاه
بارامسوارا (1344 – 1414)، وهو نفس الشخص المسمى في السجلات التاريخية لملايو بـ إسكندر شاه، كان آخر ملك من ملوك مملكة جزيرة سنغافورة، ومؤسس سلطنة ملقا. حكم من 1389 إلى 1398. كان هندوسيًا وملكًا لمملكة جزيرة سنغافورة، ولكن بعد الغزو البحري  لإمبراطورية ماجاباهيت في عام 1398، فر من الجزيرة، وأسس مملكة جديدة على نهر ملايو في 1402. وأصبح مسلمًا، وأطلق على نفسه اسم "سلطان"، وفي غضون عقود قليلة نمت مملكته بسرعة لتصبح سلطنة ملقا. ذُكر اسمه في السجلات البرتغالية بعد مائة سنة من وفاته.

## المعتقد الديني
ويعتقد أن بارامسوارا كان هندوسيًا كما يُعرف من اسمه. وفي عام 1409، في عامه الخامس والستين، تزوج من  أميرة باساي المسلمة وغيّر اسمه إلى إسكندر شاه. وفقًا للسجلات التاريخية لملايو، فإنه اعتنق الإسلام بعد أن كان يحلم أن النبي محمد جاء له بإعلان الشهادة. وأسلم ابنه أيضًا وأصبح اسمه محمد شاه، وكانت الطبقة الحاكمة هناك قد بدأت باعتناق الإسلام.

## وصلات خارجية
- The history of spices is the history of trade
- Parameswara at Sejarah Melayu
- Malacca Genealogy by Christopher Buyers
- Beyond the Monsoon
- Genealogy of Malacca Sultanate
- The Travels Of Marco Polo
- The Golden Chersonese and The Way Thither. Isabella L. Bird
- Parameswara at National Library of Malaysia
- Article by Muzaffar Tate in Star Online 1999